# شمس‌الدین مفیدی

دکتر شمس‌الدین مفیدی (سمت چپ) و دکتر آلواردو

شمس‌الدین مفیدی (۱۳۰۰–۱۰ آبان ۱۳۹۳) پزشک و استاد دانشگاه ایرانی و وزیر علوم و آموزش عالی در کابینه ارتشبد ازهاری بود.
مفیدی در سال ۱۳۰۰ در رشت متولد شد. پدرش آقاعلی از روحانیون سرشناس گیلان و پدربزرگ مادریش دکتر ابوتراب از جراحان بنام تهران بود.
او در سال ۱۳۲۴ از دانشکدهٔ پزشکی دانشگاه تهران با تخصص انگل‌شناسی فارغ‌التحصیل شد و در همان‌جا شروع به تدریس کرد. او همچنین فوق لیسانس بهداشت خود را در سال ۱۹۵۱ از دانشگاه جانز هاپکینز دریافت کرد. او در سال ۱۳۴۵ به ریاست دانشکده بهداشت دانشگاه تهران، در سال ۱۳۴۹ به معاونت تحقیقاتی دانشگاه تهران و در ۱۳۵۳ به قائم مقامی دبیرکل شورای دانشگاه‌ها و مؤسسات آموزش عالی ایران رسید.
سپس یک سال ریاست دانشگاه مازندران را بر عهده داشت تا این که در آبان ۱۳۵۷ به عنوان وزیر علوم و آموزش عالی در کابینه ارتشبد ازهاری منصوب شد. پس از کشته شدن کامران نجات اللهی در ۸ دی ۱۳۵۷، مفیدی در هیئت دولت به این مسئله اعتراض کرد. در اوایل دی ۱۳۵۷ او از این منصب استعفا داد و به پژوهش در دانشگاه تهران پرداخت. او به زبان‌های فرانسه، انگلیسی، آلمانی و عربی تسلط داشت. او در سال ۱۹۷۱ جایزه بنیاد دکتر شوشا را از سازمان جهانی بهداشت دریافت کرد.
مفیدی در ۲۶ مرداد ۱۳۵۹ به اتهام دخالت در قتل کامران نجات‌اللهیدر شعبه اول دادگاه انقلاب اسلامی به همراه فرامرز نوذری‌بقا سرلشکر بازنشسته ارتش، حسن شاه بیکی سرهنگ بازنشسته و ابوالحسن گلنان افسر بازنشسته محاکمه شد.